# マネー (バレット・ストロングの曲)
「マネー」（Money (That's What I Want)）は、バレット・ストロングの楽曲である。作詞作曲はタムラ・レコードの創設者であるベリー・ゴーディとジェイニー・ブラッドフォードが手がけ、1959年にシングル盤として発売された。楽曲の発表後、1963年にビートルズ、1979年にフライング・リザーズによってカバーされた。

## 背景
「マネー」は、デトロイドにあるヒッツビル・スタジオAでの自発的なレコーディング・セッションから発展した楽曲となっている。ゴーディとストロングがピアノとボーカルのみの即興演奏を始め、そこにベニー・ベンジャミンがドラムで、ブライアン・ホーランドがタンバリンで加わった。作家のジム・コーガンとウィリアム・クラークは、このセッションに参加したギタリストとベーシストについて、「高校からの下校中に演奏を聴いてヒッツビルにふらりと立ち寄り、一緒に演奏してもいいか訪ねてきた2人の白人の少年」としており、「ストロングは、ベースとギターを演奏した2人の少年を2度と見ることはなかった」と付け加えている。一方で、ギタリストについてはユージン・グルーともされており、グルーはバレットから演奏を教わったと主張している。
曲はブルース調のピアノのリフから始まる。作家のニック・タレフスキーは本作について「R&Bの名曲」と評し、マーク・ルイソンは「デトロイドのR&Bサウンド」と評している。音楽ジャーナリストのチャールズ・シャー・マリーは、本作について「モータウンがR&Bの粗削りな一面を残していた時代の初期の名曲の1つ」と評している。

## リリース・評価
「マネー」は、1959年8月にタムラ・レコードからシングル盤として発売された。シングルは、Billboard Hot 100で最高位23位、Hot R&B Sides chartで最高位2位を記録した。
『ローリング・ストーン』誌が発表した「オールタイム・グレイテスト・ソング500」では第288位にランクインしており、グレイル・マーカスは「ストロングの名がアメリカの音楽チャートのトップに近い順位にランクインした唯一の例で、このおかげで彼は生涯ラジオに出続けていた」と述べている。

## クレジット（バレット・ストロング版）
※出典
- バレット・ストロング - ボーカル
- ベリー・ゴーディもしくはバレット・ストロング - ピアノ
- ユージーン・グルー - ギター
- ベニー・ベンジャミン（英語版） - ドラム、パーカッション
- ブライアン・ホーランド（英語版） - タンバリン

## チャート成績（バレット・ストロング版）
| チャート (1956年)                  | 最高位 |
| ---------------------------------- | ------ |
| US Billboard Hot 100               | 23     |
| US Hot R&B Sides chart (Billboard) | 2      |

## カバー・バージョン

### ビートルズによるカバー
ビートルズは、1963年7月18日にEMIレコーディング・スタジオで「マネー」のレコーディングを行なった。6テイク録音された後、ジョージ・マーティンのピアノが加えられ、7月30日にさらにピアノがオーバー・ダビングされた。8月21日はテイク6と7を編集してモノラル・ミックスが作成された。9月30日に再びピアノがオーバー・ダビングされ、10月30日にステレオ・ミックスが作成された。このカバー・バージョンは、イギリスでは1963年に発売された2作目のイギリス盤公式オリジナル・アルバム『ウィズ・ザ・ビートルズ』に最後の楽曲として、アメリカでは1964年に発売されたキャピトル編集盤『ザ・ビートルズ・セカンド・アルバム』のA面5曲目に収録された。日本では、1964年6月5日に発売されたシングル盤『プリーズ・ミスター・ポストマン』のB面に収録された後、同月15日に発売された『ビートルズ No.2!』にも収録された。
ビートルズは、イギリスでヒットを記録していない時期に、マネージャーであるブライアン・エプスタインが経営するNEMSレコード・ショップで「マネー」のシングル盤を見つけた。楽曲を聴いたメンバー、とりわけジョン・レノンは本作を気に入り、すぐに自身の公演のレパートリーに加え、1962年1月のデッカ・レコードのオーディションでも演奏した。1995年に発売された『ザ・ビートルズ・アンソロジー1』には、ストックホルムでのライブ音源が収録されている。また、BBCラジオの番組でも演奏されており、2013年に発売された『オン・エア〜ライヴ・アット・ザ・BBC Vol.2』には、1963年12月26日に放送された『From Us to You』での演奏が収録された。
2018年に『タイムアウト・ロンドン』誌が発表した「The 50 Best Beatles Songs」では、第24位にランクインした。
リンゴ・スターは、2019年に発売したソロ・アルバム『ホワッツ・マイ・ネーム』でもカバーしている。

#### クレジット（ビートルズ版）
※出典
- ジョン・レノン - ボーカル、リズムギター
- ポール・マッカートニー - バッキング・ボーカル、ベース
- ジョージ・ハリスン - バッキング・ボーカル、リードギター
- リンゴ・スター - ドラム
- ジョージ・マーティン - ピアノ

### フライング・リザーズによるカバー
1979年にフライング・リザーズがカバーしており、同年7月にオリジナル・アルバム『ミュージック・ファクトリー』からの第1弾シングルとして発売された。フライング・リザーズによるカバー・バージョンは、全英シングルチャートで最高位5位、Billboard Hot 100で最高位50位を記録した。

#### チャート成績（フライング・リザーズ版）
| チャート (1979年 - 1980年)           | 最高位 |
| ------------------------------------ | ------ |
| オーストリア (Ö3 Austria Top 40)     | 23     |
| ベルギー (Ultratop 50 Flanders)      | 28     |
| カナダ トップシングルス (RPM)        | 7      |
| フランス (IFOP)                      | 39     |
| オランダ (Dutch Top 40)              | 33     |
| オランダ (Single Top 100)            | 5      |
| ニュージーランド (Recorded Music NZ) | 5      |
| UK シングルス (OCC)                  | 5      |
| US Billboard Hot 100                 | 50     |
| US Hot Dance Club Play               | 50     |
| US Cash Box Top 100                  | 34     |

| チャート (1980年)                    | 順位 |
| ------------------------------------ | ---- |
| オーストラリア (Kent Music Report)   | 71   |
| Canada Top Singles (RPM)             | 59   |
| ニュージーランド (Recorded Music NZ) | 32   |

### その他のアーティストによるカバー
上記のビートルズやフライング・リザーズの他にも「マネー」は、多くのアーティストにカバーされており、音楽チャートにチャートインしたカバー・バージョンもいくつか存在する。1964年にザ・キングスメンがシングル盤として発売し、Billboard Hot 100で最高位16位、R&Bチャートで最高位6位を記録。1966年に発売されたジュニア・ウォーカー&オール・スターズによるカバー・バージョンは、Billboard Hot 100で最高位52位、R&Bチャートで最高位35位を記録し、バーン・エリオット&ザ・フェンメンによるカバー・バージョンは全英シングルチャートで最高位14位を記録した。
日本では、RCサクセションが1988年8月15日発売の『COVERS』（カバーズ）でカバー、王様が2005年に発売したアルバム『カブトムシ外伝』で独自の日本語詞をつけ、タイトルを「ゼニー」に変更してカバーしている。
2018年に公開された映画『クレイジー・リッチ!』では、シェリル・Kによるカバー・バージョンが使用された。